# Yannick Driesen
Pour les articles homonymes, voir Driesen.
Yannick Driesen (né le 2 novembre 1988 à Anvers, Belgique) est un joueur belge de basket-ball. Il mesure 2,16 m  et joue au poste de pivot (poste 5).